# Apostolat Margaretka
Apostolat Margaretka – ruch modlitewny w Kościele katolickim, którego istotą jest wieczysta modlitwa za jednego kapłana. Inicjatywa modlitewna powstała w Kanadzie w 1981 roku, a dziś obecna jest w wielu krajach na całym świecie.

## Historia
Początki apostolatu związane są z życiem Margaret O'Donnell, młodej Kanadyjki, która w wieku 13 lat na skutek choroby Heinego-Medina została sparaliżowana. Choroba, która ją dotknęła stała się dla niej impulsem do podjęcia modlitwy i ofiarowania cierpienia szczególnie w intencji księży, proboszcza, parafii. Wkrótce zaczęła spotykać się z ludźmi, którzy przychodzili, aby prosić ją o modlitwę. Wśród nich coraz większą grupę stanowili księża. Margaret do końca swojego życia poświęcała się modlitwie. Zmarła w wieku 40 lat.
Po jej śmierci prof. Lousie Wald, która znała ją osobiście, zainicjowała w 1981 roku na szerszą skalę ruch modlitwy za kapłanów, którego nazwę wzięła od imienia Margaret. Symbolem inicjatywy stał się kwiat jastrun właściwy zwany popularnie margaretką.

## Zasady
Modlitwa za kapłanów w apostolacie Margaretek polega na przyrzeczeniu wieczystej (aż do śmierci) modlitwy za konkretnego księdza, które składa wspólnota siedmiu osób lub siedmiu rodzin. Po złożeniu przyrzeczenia każda z osób w jednym dniu tygodnia odmawia dowolną modlitwę za kapłana. Najczęściej wspólnota, która przyjęła na siebie zobowiązanie przygotowuje dla kapłana symboliczną margaretkę, w której centrum wpisane jest imię księdza, a na siedmiu białych płatkach imiona osób z apostolatu.